# Staustufe Neuves-Maisons

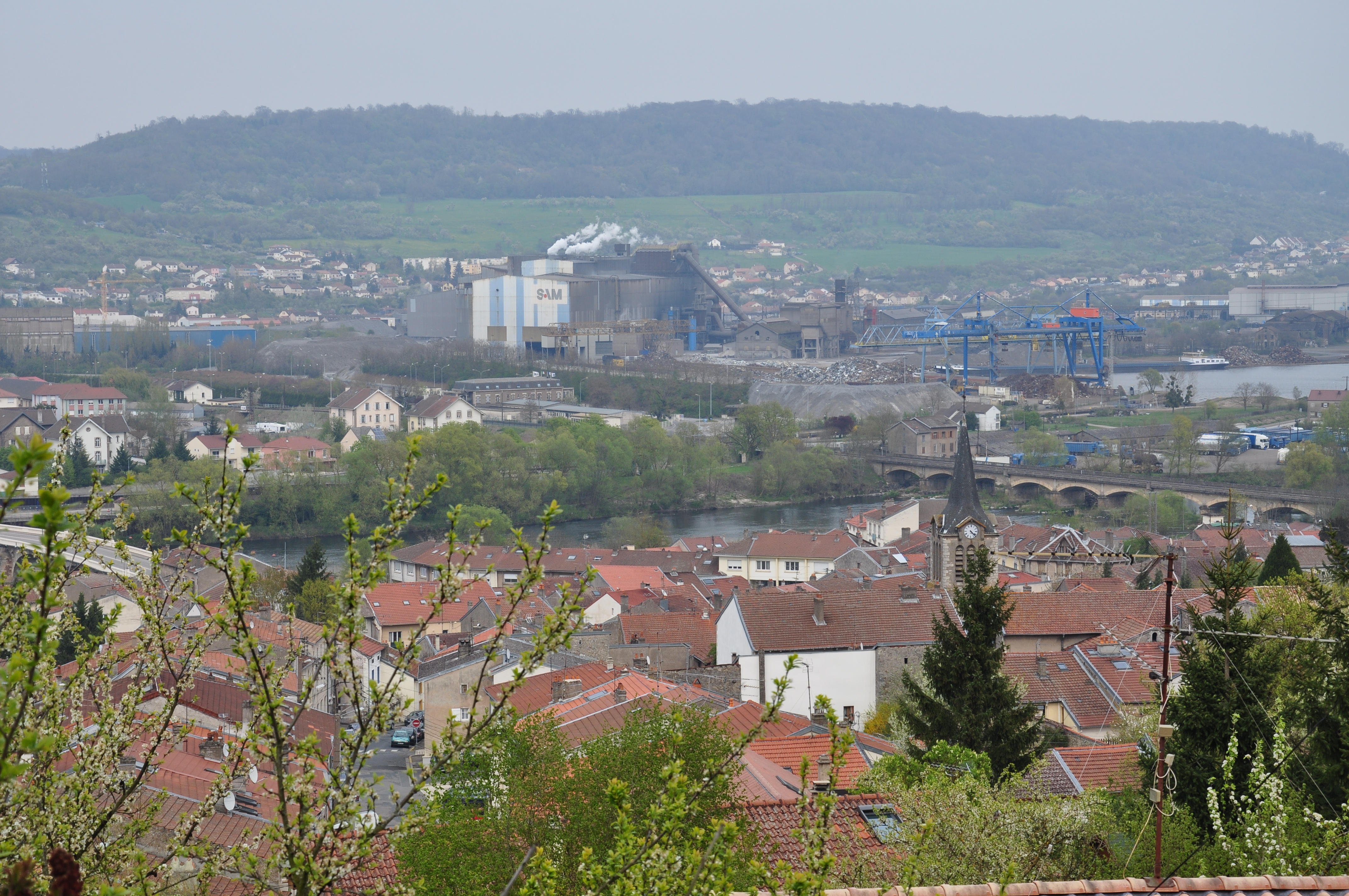
Das Stahlwerk in Neuves-Maisons, von Pont-Saint-Vincent aus gesehen, liegt am dortigen Hafen und an der Schleuse Neuves-Maisons.

Die Staustufe Neuves-Maisons ist die von der Quelle gesehen erste von insgesamt 28 Staustufen der kanalisierten Mosel bis zur Mündung in Koblenz in den Rhein.
Sie wurde 1979 als eine der letzten fertiggestellt und liegt am Mosel-km 392,26 auf dem Gemeindegebiet von Pont-Saint-Vincent unmittelbar südlich von Neuves-Maisons am dortigen Hafen sowie am Vogesenkanal.
Das Stauziel beträgt 220,60 m über dem Meer, die Fallhöhe zwischen dem Hafenbecken und dem unteren Schleusenbecken beträgt 7,10 m.
Die Schiffsschleuse hat die Maße 185 mal 12 Meter.
Für Schiffe geht in Neuves-Maisons die Mosel über in den Vogesenkanal, der von dort entweder in nördlicher Richtung zum Rhein-Marne-Kanal bei Nancy oder in südöstlicher Richtung über Epinal nach Corre an der Saône und somit zur Rhone und weiteren Kanälen führt.